# Croton belintae
Espèce
Croton belintae est une espèce de plantes à fleurs du genre Croton et de la famille des Euphorbiaceae, présente au nord ouest de Madagascar (Mont Belinta).
Il a pour synonyme :
- Croton heterochrous, Baill., 1890